# Ratiaria
Ratiaria Raetiaria, Retiaria, Reciaria ali Razaria (bolgarsko Рациария, Raciarija, grško starogrško Ραζαρία μητρόπολις, Razaría metrópolis) je bilo mesto, ki so ga  v 4. stoletju pr. n. št. ob Donavi ustanovili dačansko-tračanski Mezi. V rimskem času se je imenovalo Colonia Ulpia Traiana Ratiaria.
Ostanki mesta ležijo 2 km zahodno od sedanje vasi  Arčar v Vidinskem okraju v severozahodni Bolgariji. Najbližji večji mesti sta Vidin (27 km severozahodno) in Lom (28 km vzhodno).
Arheološki muzej, posvečen v Ratiariji, je bil nedavno ustanovljen v Dimovem.

## Zgodovina
Ratiarijo so v 1. stoletju pr. n. št. osvojili Burebistovi Dačani in zatem Rimljani. V mestu je bil rudnik zlata, ki so ga izkoriščali že Tračani.
Najzgodnejša vpletenost Rimljanov je omenjena leta 75 pr. n. št., ko je sem prišel prefekt Makedonije Gaj Skribonij Kurio, da bi zavrnil napade Skordiskov, Dardancev in Dačanov.
Leta 29 pr. n. št. se je Mark Licinij Kras  tukaj boril s Tribali. Ratiarija je bila takrat že utrjeno mesto.
Rimljani so osvojili regijo šele v Avgustovem principatu in regijo organizirali v provinco Mezijo. Leta 33/34 n. št.  je Tiberij zgradil cesto, ki je povezovala donavske utrdbe, vključno z Viminacijem in Ratiarijo. Mesto je bilo vsekakor manj pomembno od bližnjih Sirmija, Viminacija in Naissusa, vendar je bilo kljub temu pomembna trdnjava in ključna legijska postaja ob donavskem limesu. Ratiarija je bila vsaj do osvojitve Dakije (101-106 n. št.) sedež IV. legije Flavia Felix in pod Vespazijanom sedež donavskega ladjevja Classis Moesica. Po razdelitvi Mezije leta 86 n. št. je mesto postalo glavno mesto Zgornje Mezije.
Po rimski osvojitvi Dakije je bil kastrum opuščen, naselje pa je postalo kolonija znotraj Gornje Mezije. Po njenem ustanovitelju cesarju Trajanu se je imenovala Colonia Ulpia Traiana Ratiaria (107 n. št.). V 2. in 3. stoletju je Ratiarija postala uspešno trgovsko središče in carinsko pristanišče. 
V Ratiariji so živeli številni rimski patriciji (aristokracija), medtem ko je bila v bližnji Bononiji (današnji Vidin) nastanjena  majhna vojaška enota.
Ko je Avrelijan leta 271 dokončno zapustil Dacio Traiano, so bili ponovno odprti stari kastri ob Donavi. 
Cesar Avrelijan ali Dioklecijan sta provinco Dacio Aureliano razdelila na dve provici. Kdo od njiju je to storil, ni jasno. Po letu 285 je bila Dacia Aureliana razdeljena na Dacio Mediterraneo prestolnico v Serdiki (Sofija, Bolgarija) in Dacio Ripensis s prestolnico v Ratiariji. Kot glavno mesto nove province je bila Ratiarija sedež vojaškega guvernerja (dux) in vojaška baza rimske XIII. legije Gemina.
Kasneje sta ti dve Daciji skupaj z Dardanijo, Spodnjo Mezijo in Prevalitanijo sestavljali diecezo Dakija. V mestu je bila v 4. stoletju n. št. zgrajena  pomembna škofovska stolnica. V 4. stoletju je mesto postalo pomembno krščansko središče. Omenjenih je več škofov. V poznem 4. stoletju je v mestu živel Paladij iz Ratiarije, arijanski krščanski teolog.
Leta 440 ali 441 so Ratiarijo oplenili Huni. Obnovitvena dela so bila opravljena pod  cesarjem Anastazijem I. Ratiarijo so po cesarju preimenovali v Anastazijevo Ratiarijo (Anastasiana Ratiaria). Prisk jo v 5. stoletju omenja kot cvetoče mesto.
Leta 586 so Ratiatijo oplenili Avari.
Arheološke raziskave staroveškega mesta so se začele leta 1958 in občasno še trajajo.

## Arheologija
Raziskovalni novinar Ivan Dikov navaja, da je majhen del najdišča, ki ga je v 80. letih dvajsetega stoletja izkopala bolgarsko-italijanska misija, ostal neraziskan in brez nadzora. Dikov nadaljuje, da je preostalih 20 ha najdišča nezakonito prekopanih ročno in strojno ter da je najdišče skrčeno na hribe in kraterje. Po Dikovih besedah so lokalne priče izjavile, da so si kraj v poznih 90. letih dvajsetega stoletja razdelili župan, policija, lokalni prebivalci in ljudje na visokih položajih  iz Sofije.  V mestu so odkrili ruševine avdienčne dvorane z Oprejevim mozaikom, nakitom in starodavnimi kovanci.
- Najdbe iz Ratiarije, razstavljene v Zgodovinskem muzeju v Vidinu